# Viesca
Viesca är en kommunhuvudort i Mexiko.   Den ligger i kommunen Viesca och delstaten Coahuila, i den centrala delen av landet, 800 km nordväst om huvudstaden Mexico City. Viesca ligger 1 098 meter över havet och antalet invånare är 3 673.
Terrängen runt Viesca är platt åt nordost, men åt sydväst är den kuperad. Runt Viesca är det mycket glesbefolkat, med 3 invånare per kvadratkilometer. Närmaste större samhälle är Ejido Venustiano Carranza, 15,3 km väster om Viesca. Omgivningarna runt Viesca är i huvudsak ett öppet busklandskap.